# Tamarindito
Tamarindito är en fornlämning i Guatemala.   Den ligger i departementet Petén, i den centrala delen av landet, 200 km norr om huvudstaden Guatemala City. Tamarindito ligger 138 meter över havet.
Terrängen runt Tamarindito är platt. Runt Tamarindito är det glesbefolkat, med 15 invånare per kvadratkilometer. Närmaste större samhälle är Sayaxché, 10,6 km nordost om Tamarindito. I omgivningarna runt Tamarindito växer i huvudsak städsegrön lövskog.